# Sör-Abborrträsket
Sör-Abborrträsket är en sjö i Skellefteå kommun i Västerbotten och ingår i Byskeälvens huvudavrinningsområde. Sjön har en area på 0,336 kvadratkilometer och ligger 290 meter över havet. Sör-Abborrträsket ligger i Byskeälven Natura 2000-område.

## Delavrinningsområde
Sör-Abborrträsket ingår i det delavrinningsområde (724775-170030) som SMHI kallar för Ovan Selsbäcken. Medelhöjden är 303 meter över havet och ytan är 31,38 kvadratkilometer. Räknas de 21 avrinningsområdena uppströms in blir den ackumulerade arean 253,25 kvadratkilometer. Ålsån som avvattnar avrinningsområdet har biflödesordning 2, vilket innebär att vattnet flödar genom totalt 2 vattendrag innan det når havet efter 85 kilometer. Avrinningsområdet består mestadels av skog (63 procent) och sankmarker (30 procent). Avrinningsområdet har 0,52 kvadratkilometer vattenytor vilket ger det en sjöprocent på 1,6 procent.